# 119 Althaea
119 Althaea eller 1972 KO är en asteroid som upptäcktes 3 april 1872 av den kanadensisk-amerikanske astronomen James Craig Watson i Ann Arbor. Asteroiden har fått sitt namn efter Althaia, moder till Meleagros inom grekisk mytologi.
Ockultationer av stjärnor har observerats 2004 och 2008.